# Phacochoerus africanus

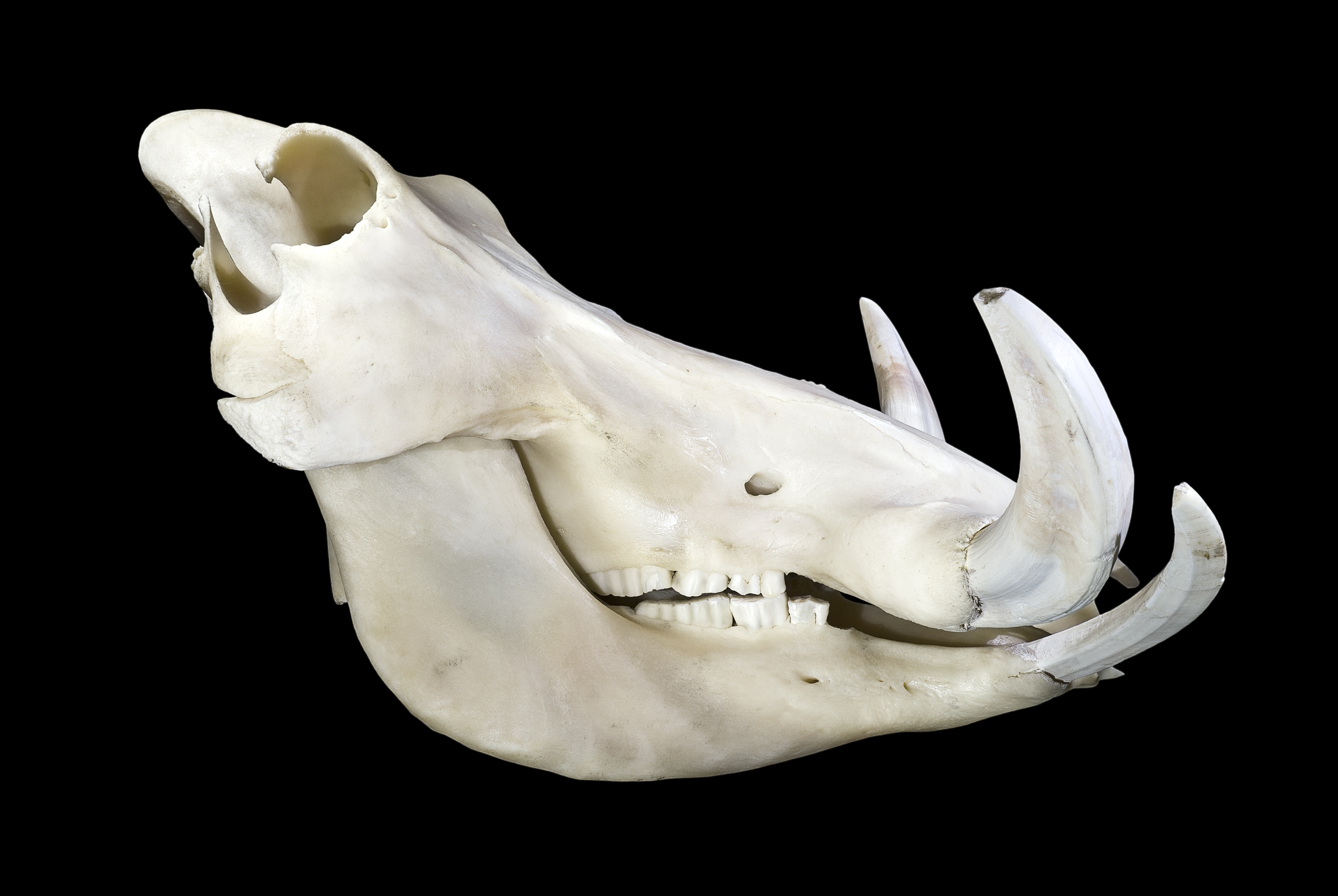
Craniu

Phacochoerus africanus, cunoscut și sub denumirile de porc alergător, porc cu negi (în engleză warthog), porc cu negi comun (în engleză common warthog) sau facocer (în franceză phacochère) este un membru sălbatic a familiei de porci Suidae, răspândit în pășuni, savane și regiuni păduroase din Africa Subsahariană. În trecut era considerat drept o subspecie a Phacochoerus aethiopicus, acest nume fiind folosit acum doar pentru a desemna porcul cu negi de deșert (în engleză desert warthog) din Kenya de nord, Somalia și Etiopia de est.

## Subspecii
- Phacochoerus africanus africanus Gmelin, 1788 – Burkina Faso, Coasta de Fildeș, Congo, Etiopia, Ghana, Guineea-Bissau, Ciad, Mauritania, Nigeria, Senegal, Sudan
- Phacochoerus africanus aeliani Cretzschmar, 1828 – Eritreea, Etiopia, Djibouti, Somalia
- Phacochoerus africanus massaicus Lönnberg, 1908 – Kenya, Tanzania
- Phacochoerus africanus sundevallii Lönnberg, 1908 – Botswana, Namibia, Africa de Sud, Zimbabwe

## Caracteristici
Aspectanimal masiv, cu un bot lung (la masculi poate ajunge la 60 cm), urechi lungi, prezintă un păr lung pe ceafă și pe spate
Lungime100–150 cm
Coada20 cm
Înălțime64–84 cm
Greutate50–150 kg
HranăLegume: tuberculi, rădăcini, rizomi
ActivitateÎn timpul zilei
Rozróddin martie până în aprilie, maxim 4 pui
Biotopsavane, stepe
StatusRisc scăzut de dispariție

## Porcul alergător în cultură
Porcul alergător este unul dintre personajele principale (Pumbaa) ale seriei de desene animate Timon și Pumbaa realizată de studiourile Walt Disney, și un personaj secundar al producției cinematografice Regele Leu din anul 1994. Pumbaa, împreună cu prietenul său Timon, o suricată, se confruntă cu multe aventuri zilnice.